# Петър Бодуров
Петър Бодуров е български ветеринарен лекар и общественик, с десетки участия в предавания по телевизия СКАТ.

## Биография
Петър Бодуров е роден на 13 май 1948 година в град Малко Търново, България. През 1975 година завършва ветеринарна медицина в София. Той е един от основателите на СДС в Бургас. Първо членува в Българския земеделски народен съюз – Никола Петков, а по-късно в Земеделския демократичен съюз с главен секретар бившият вицепремиер Евгени Бакърджиев.
В края на 1999 година Бодуров става съучредител на новата опозиционна групировка в Бургас – Съюз за демокрация.